# Пікуль Валентин Савович
Пікуль Валентин Савович (13 липня 1928 року, Ленінград — 17 липня 1990 року, Рига) — російський радянський письменник українського походження, автор багатьох гостросюжетних романів і повістей на історичну та військову тематику.

## Біографія

### Ранні роки
Валентин Пікуль народився 13 липня 1928 року в Ленінграді. На той час родина Пікулів мешкала за адресою Міжнародний проспект, 130, кв. 45. У 1940 році вони переїхали до міста Молотовськ (сучасний Сєверодвінськ), де батько Валентина, Савва Михайлович Пікуль, отримав роботу на новій судноверфі (майбутній «Севмаш»). Родина Пікулів оселилася у будинку № 36 по вулиці Індустріальній. Валентин поступив у 5-й клас місцевої школи № 6, а також вступив до гуртка «Юний моряк» при місцевому Будинку Піонерів. У 1941 році Валентин склав екзамени за 5 клас і на літні канікули поїхав із матір'ю до Ленінграда, де мешкали родичі з боку матері. Із початком німецько-радянської війни, вони не встигли виїхати з міста, а з 8 вересня почалася блокада Ленінграда. Під час блокади від голоду померли бабуся, дідусь та двоюрідний брат Пікуля. На початку 1942 року блокаду було прорвано і Валентин із матір'ю навесні 1942 року евакуювалися з Ленінграда по Дорозі життя до Архангельська. Батько Валентина Пікуля пішов добровольцем на фронт і загинув у 1942 році.
Влітку 1942 року Валентин Пікуль втік із дому і поступив до новоствореної Школи юнг на Соловецьких островах. Навчання тривало рік, і восени 1943 року відбувся перший випуск. Валентинові Пікулю як відміннику навчання дозволили самостійно обрати флот, де він мав служити. Пікуль попросився на Північний флот. Школа юнг стала єдиним навчальним закладом, який закінчив майбутній письменник. З осені 1943 року і до демобілізації у 1946 році Пікуль служив рульовим-сигнальником на есмінці «Грозний», який охороняв союзницькі конвої з поставками за ленд-лізом.
Після демобілізації повернувся до Ленінграда, де мешкали його мати, дядько та інші родичі. Поступив до Ленінградського Воєнно-морського підготовчого училища, але через те, що до війни Валентин закінчив лише 5 класів, а його однокласники по училищу — 6-8 класів, Пікулю важко давалося навчання і навесні 1946 року його виключили з училища за неуспішність. Саме в училищі Пікуль починає писати, спочатку вірші, пізніше — прозу. Після виключення з училище Валентин Пікуль намагався влаштуватися на роботу, проте всюди від нього вимагали справку про неповну середню освіту. Валентин знову пішов із дому і несподівано для рідних одружився з Зоєю (в деяких джерелах — Зарою) Борисівною Чудаковою. Шлюб тривав недовго, хоча офіційне розлучення оформили значно пізніше. У ці роки Валентин Пікуль підробляє на випадкових роботах і активно займається самоосвітою. Деякий час працював начальником секретної частини у Гідротехнічному загоні, проте був звільнений після розформування загону. Саме тоді, за спогадами своєї останньої дружини, остаточно вирішив стати письменником.

### Початок літературної діяльності
У 1946—1948 роках Валентин Пікуль бере участь у літературному гуртку авторів-початківців при ленінградському відділенні Спілки письменників СРСР і починає писати перші твори: вірші, оповідання, сценарії. Тоді ж починає товаришувати із колегами, Віктором Конецьким та Віктором Курочкіним; оточуючі дають трьом друзям прізвисько «три мушкетери». Серед гуртківців Пікуль мав успіх як поет-мариніст, проте з усіх віршів був опублікований лише один, присвячений Дню Перемоги. Валентин Пікуль припинив писати вірші та перемкнувся на прозу.
Після ліквідації гуртка авторів-початківців Пікуль вступає до літературного об'єднання Всеволода Рождественського при ленінградському відділенні видання «Молода гвардія». Незабаром в альманасі «Молодий Ленінград» опублікували два оповідання Пікуля, «Жень-шень» і «На березі», які критика зустріла схвально. Молодий письменник пише ще низку оповідань, проте були опубліковані лише два з них: «Дядько Август» і «Канарковий майстер». Одне з неопублікований оповідань, «Чекіта», було ретельно обговорене та розкритиковане на зібранні літоб'єднання, на що Валентин Пікуль заявив, що припиняє писати оповідання і переходить до романів.
Першому з романів Пікуля, «На краю землі», не пощастило: у 1948 році редакція часопису «Звезда» прийняла рукопис до публікації та навіть виплатила авторові аванс. Проте в історії радянської літератури починався черговий період цензури, роман перед публікацією віддали на редагування редактору О. І. Любарській, яка змусила змінити назву твору на «За морем сонце», викинути моряцький жаргон, спотворивши образну і яскраву мову книги, та внести ще низку правок, які остаточно зіпсували книгу — після такого редагування редакція «Звезды» не прийняла її до публікації. За іншими даними у ці роки почалося переслідування євреїв, так звана боротьба із космополітизмом, тому головний редактор «Звезды» намагався усіма засобами дистанціюватися від завідувача відділу прози Юрія Германа, який прийняв рукопис Пікуля, та репресованої у 1930-х роках Олександри Любарської, яка його редагувала.
Наступний роман Пікуля, «Курс на сонце», отримав розгромну рецензію від критика Олени Катерлі, через що автор знищив так і неопублікований рукопис.
Незабаром Валентин Пікуль почав писати свій третій роман «Океанский патруль». Рукопис роману прочитав А. О. Хршановський, тодішній головний редактор Ленінградського відділення видавництва «Молода гвардія», і швидко уклав із молодим автором угоду на видання романа. У 1950 році окремі глави роману почали публікуватися у періодиці, щоразу отримуючи схвальні відгуки критиків. Однак головні радянські органи цензури не пропустили рукопис роману, тоді Пікуль із Хршановським звернулися до головного військового цензора, капітана I рангу Миколи Шерстнєва, який дозволив публікацію роману за умови внесення деяких правок. «Океанский патруль» Валентина Пікуля побачив світ навесні 1954 року і мав значний успіх. Пікуля запросили на навчання на Вищих літературних курсах при літературному інституті імені М. Горького, а пізніше — до самого інституту, проте письменник відмовився від запрошення, мотивуючи свою відмову тим, що на цих курсах і в інституті вчать писати «як усі», а він хоче писати «як Пікуль». Молодого письменника запрошують на численні літературні конференції та зустрічі, на одній з яких він познайомився з дівчиною на ім'я Ганна і закохався в неї. На жаль, ці стосунки завершилися розривом: талановитий, але бідний письменник не сподобався заможним батькам Ганни, які заборонили доньці виходити за нього заміж. Лист-пояснення від Ганни Пікуль пізніше використає у своєму наступному романі «Баязет».
11 жовтня 1956 року Валентина Пікуля прийняли до Спілки письменників СРСР.
У 1955 році Пікуль починає писати двотомний роман «Аракчеевщина», присвячений подіям російської історії кінця XVIII — початку XIX століть, проте рукопис так і лишився недописаним, ставши першою спробою Валентина Пікуля написати твір на історичну тематику. Кілька років після виходу свого першого роману Пікуль не публікує нічого нового, живучи за рахунок авторських відрахувань за перевидання «Океанского патруля» та періодичних виступів перед читачами.
У 1958 році Пікуль одружився з Веронікою Чугуновою, яка на той час працювала на «Ленфільмі». Валентин тоді писав свій наступний роман «Баязет», про події російсько-турецької війни. Коли Вероніці довелося разом із трупою «Ленфільма» поїхати на Кавказ на зйомки історичного фільму, Пікуль приєднався до них задля вивчення побуту та звичаїв горян, цю інформацію частково потім використав у «Баязеті», який вийшов із друку 1961 року. Критики схвально оцінили новий роман, а Пікуль здобув статус історичного романіста.
Наступного року Пікуль написав і опублікував невелику повість «Париж на три години», присвячену подіям наполеонівських воєн.

### Ризький період
1962 року Валентин Пікуль із дружиною Веронікою переїхав до Риги, де оселився на вулиці Стучки, 93/95. За словами Антоніни Пікуль, подружжя вдало виміняло кімнату в Ленінграді на двокімнатну квартиру в «генеральскому» будинку в центрі Риги: одному військовому начальнику конче було потрібна прописка (а відповідно — і житло) в Ленінграді. Однак, письменник Сергій Довлатов у напівдокументальній повісті «Наши» стверджував, що квартиру в Ризі Пікулю дали за те, що на суді над письменником і дисидентом К. Успенським Пікуль начебто був одним із свідків сторони звинувачення Успенського в антирадянській пропаганді.
Після переїзду до Риги Валентин Пікуль вивчає історію міста і Латвії в цілому, подорожує країною, відвідує численні музеї та пам'ятки. Ці досліди надихають його на написання низки історичних мініатюр — «Письмо студента Мамонтова» про боротьбу із чумою на Далекому Сході, «Куда делась наша тарелка» про пожежу у Зимовому палаці 1837 року, та інші. У 1963 році починає писати роман «На задворках Великой империи», публікуються деякі з його мініатюр.
Помер Валентин Пікуль 16 липня 1990 року від гострого інфаркту міокарда.

### Родина
- Батько — Савва Михайлович Пікуль, народився 5 грудня 1901 року у селі Кагарлик на Київщині, у селянській родині[41][7]. У 1922—1926 роках служив на Балтійському флоті, після демобілізації оселився у Ленінграді, працював на фабриці «Скороход», де й познайомився із майбутньою дружиною[42] (одружилися 26 травня 1926 року). У 1935 році закінчив Інженерно-економічний інститут ім. Молотова[7], працював на Адміралтейському заводі в Ленінграді[43], пізніше — на судноверфі у м. Молотовськ[12][7]. Під час німецько-радянської війни пішов добровольцем на фронт, воював спочатку на Біломорській військовій флотилії, пізніше — у складі четвертого батальйону морської піхоти 42-ї окремої стрілкової бригади. У 1942 році брав участь в обороні Сталінграда, де, за спогадами однополчан, був важко поранений і помер від ран[12][30] (за офіційною версією — пропав безвісти під час битви у лютому 1943 року[44][45]).
- Мати — Марія Костянтинівна Кареніна, народилася у селі Замостьє Псковської губернії[42]. Померла в Ленінграді у 1984 році[44].
- Перша дружина — Чудакова Зоя (або Заря[46]) Борисівна (нар.1927). На момент знайомства з Пікулем — студентка першого курсу механічного технікуму[30]. Шлюб зареєстровано у 1946 або 1947 роках, проте за кілька років він розвалився. Третя дружина Пікуля, Антоніна Пікуль, у своїх мемуарах передає спогади письменника, що причиною розриву стали слова тещі, яка була згодна утримувати доньку, але не зятя-неробу. Останній, образившись на ці слова, просто пішов із дому[46], юридично розлучення оформили набагато пізніше[30]. За деякими джерелами Зоя Чудакова на момент весілля була вагітна, за іншими — дитина (донька Ірина[30]) народилася раніше[47]. Валентин Пікуль, за словами Антоніни Пікуль, стверджував, що ця дитина не від нього[46].
- Друга дружина — Чугунова-Гансовська Вероніка Феліксовна, сестра приятеля Пікуля та відомого письменника Севера Гансовського[26]. Кандидатура нареченої викликала неабиякий спротив матері Пікуля — Вероніка, 1919 року народження, була значно старша за Валентина, удова та мала дорослого сина (нар.1937). Незважаючи на це, молоді одружилися 23 березня 1958 року[48]. Дітей від Вероніки Чугунової у Пікуля не було.
- Третя дружина — Пікуль Антоніна Іллінічна.

## Творчість
Першу книгу на морську тематику і свій перший опублікований роман, «Океанский патруль», Валентин Пікуль присвятив своїм товаришам по школі юнг та їх командирові, Миколі Юрійовичу Аврамову. Для створення книги Пікуль ретельно дослідив історії Півночі Росії та вивчив фінську мову. Роман «Океанский патруль» розповідає про буденність Північного флоту у роки Другої світової війни та про боротьбу моряків із нацистськими загарбниками. Дія роману розгортається в Мурманську, Барнецевому морі, Фінляндії, Лапландії, Норвегії. Критики, колеги-письменники та читачі із захопленням сприйняли роман, але сам Пікуль пізніше вважав його своєю літературною невдачею.
Другий опублікований роман Пікуля «Баязет» став першим твором письменника на історичну тематику. Роман змальовує один з епізодів російсько-турецької війни 1877—1878 років — оборону фортеці Баязет (так зване Баязетське сидіння). Восени 2003 року в Росії відбулася прем'єра серіалу «Баязет», знятого за мотивами однойменного роману.
Загалом твори Валентина Пікуля можна розділити на три групи:
- романи на морську тематику, присвячені історії російського флоту від російсько-японської війни до Другої світової — «Океанский патруль», «Из тупика», «Реквием каравану PQ-17», «Моонзунд», «Мальчики с бантиками», «Три возраста Окини-сан», «Крейсера»[5];
- романи на історичну тематику, присвячені історії Російської імперії або (меншою мірою) історії Європи. Серед них виділяється серія, що описує історію Росії від Петра I до Єкатерини II — романи «Слово и дело», «Пером и шпагой», «Фаворит»[5];
- історично-біографічні мініатюри (164 твори)[14].

Роман «Из тупика» присвячений пам'яті А. О. Хршановського, редакторові першої опублікованої книги Пікуля.
За життя письменника його твори опубліковані загальним тиражом 19 760 000 екземплярів (окрім публікацій у журналах і зарубіжних виданнях). Романи Пікуля видавалися у Болгарії, Чехословаччині, Франції, Угорщині, Польщі, Китаї, Японії, Югославії.
Деякі твори Валентина Пікуля перекладені іноземними мовами та мовами республік СРСР. Українською мовою перекладено роман «Каторга» (перекладач Дмитро Пилипчук).

#### Романи
- 1954 — Океанский патруль
- 1961 — Баязет
- 1962 — Плевелы
- 1962 — Париж на три часа
- 1964-1966 — На задворках Великой империи
- 1968 — Из тупика
- 1970 — Реквием каравану PQ-17
- 1970 — Моонзунд
- 1972 — Пером и шпагой
- 1972 — Звёзды над болотом
- 1974 — Мальчики с бантиками (автобіографічний)
- 1974-1975 — Слово и дело
- 1977 — Битва железных канцлеров
- 1977 — Богатство
- 1979 (повністю — 1989) — Нечистая сила
- 1981 — Три возраста Окини-сан
- 1984 — Фаворит
- 1983 — Каждому своё / Под шелест знамён
- 1985 — Крейсера
- 1986 — Честь имею
- 1987 — Каторга
- 1990 — Ступай и не греши
- Морские миниатюры

незавершені твори:
- Барбаросса (Площадь павших борцов)
- Аракчеевщина
- Псы господни
- Янычары
- Жирная, грязная и продажная

#### Історичні мініатюри
- Аввакум в пещи огненной
- Автограф под облаками
- Бесплатный могильщик
- Битва железных канцлеров
- Бобруйский мешок
- «Бонавентура» — добрая удача (Дорогой Ричарда Ченслера)
- Букет для Аделины
- Был город, которого не было
- Быть главным на ярмарке
- Быть тебе Остроградским
- В гостях у имама Шамиля
- Вечная «карманная» слава
- «Вечный мир» Яна Собеского
- Виват контесс д'Орлов
- В ногайских степях
- Воин, метеору подобный
- Вологодский полтергейст
- Вольное общество китоловов
- Вольный казак Ашинов
- Восемнадцать штыковых ран
- В стороне от большого света
- В трауре по живому мужу
- Выстрел в отеле «Кломзер»
- Где же немцы?
- Генерал на белом коне
- Генерал от истории
- Герой своего времени
- Господа, прошу к барьеру
- Граф Полусахалинский
- Граф Попо — гражданин Очер
- Гусар на верблюде
- Дама из «Готского Альманаха»
- Два портрета неизвестных
- Две старые картины (Мир во что бы то ни стало)
- Двое из одной деревни
- Дворянин Костромской
- Демидовы
- Деньги тоже стреляют
- День именин Петра и Павла
- Длина тени от сгнившего пня
- Добрый скальпель Буяльского
- Доменико Чимарозо
- Досуги любителя муз
- Душистая симфония жизни
- Дуб Морица Саксонского
- Дядюшка Август
- Есиповский театр
- «Железная Башка» после Полтавы
- Железные чётки
- Желтухинская республика
- Жень—шень
- Жизнь генерала-рыцаря
- Забытый лейтенант Ильин (Лейтенант Ильин был)
- Завещание Альфреда Нобеля
- Закройных дел мастерица
- Закрытие русской «лавочки»
- Зато Париж был спасён
- Зина — дочь барабанщика
- Известный гражданин Плюшкин (Всякого жита по лопате)
- Из Одессы через Суэцкий канал
- Из пантеона славы
- Императрикс — слово звериное
- История одного скелета
- Как попасть в энциклопедию
- Как сдавались столицы
- Как трава в поле
- Каламбур Николаевич
- Калиостро — друг бедных
- Клиника доктора Захарьина
- Книга о скудости и богатстве
- Конная артиллерия — марш-марш
- Коринна (Коринна в России)
- Король русской рифмы
- Кровь, слёзы и лавры
- Куда делась наша тарелка
- Маланьина свадьба
- «Малахолия» полковника Богданова
- Мешая дело с бездельем
- Миноносцы выходят в океан
- Михаил Константинович Сидоров
- Мичман флота в отставке
- Музы города Арзамаса
- Мясоедов — сын Мясоедова
- Наша милая, милая Уленька
- Не от крапивного семени
- Нептун с Березины
- Николаевские Монте-Кристо
- Ничего, синьор, ничего, синьорита!
- Одинокий в своем одиночестве
- «Ошибка» доктора Боткина
- Пасхальный барон Пасхин
- Пень генерала Драгомирова
- Первый листригон Балаклавы
- Первый университет
- Письмо студента Мамонтова
- «Пляска смерти» Гольбейна
- Повесть о печальном бессмертии
- Под золотым дождём
- Полезнее всего — запретить!
- Полёт и капризы гения
- Полёт шмеля над морем
- Портрет из Русского музея
- Последние из Ягеллонов
- Последний франк короля
- Потомок Владимира Мономаха
- Потопи меня или будь проклят!
- Прибыль купца Долгополова
- Приговорён только к расстрелу
- Проезжая мимо Любани
- Проклятая Доггер-банка
- Радуйся, благодатная
- Расстановка столбов
- Резановский мавзолей
- Реквием последней любви
- Решительные с «Решительного»
- Ржевский самородок
- Ртутный король России"
- Сандуновские бани
- Свеча жизни Егорова
- Секретная миссия Нарбонна
- Секрет русской стали
- Синусоида жизни человеческой
- Славное имя — «Берегиня»
- Солдат Василий Михайлов
- Старая история с новым концом
- Старые гусиные перья
- Судьба баловня судьбы
- Сын Аракчеева — враг Аракчеева
- Сын пиковой дамы
- Тайный советник
- Тепло русской печки
- Трагедия «русского макарта»
- Трудолюбивый и рачительный муж
- Ужин у директора Государственного банка
- Хива, отвори ворота!
- Цыц и перецыц
- Человек известных форм
- Человек, переставший улыбаться
- Через тернии — к звёздам
- Чтобы мы помнили…
- Что держала в руках Венера
- Шарман, шарман, шарман
- Шедевры села Рузаевки
- Ярославские страдания
- Ястреб гнезда Петрова

## Критика
Основний об'єктом критики творів Пікуля і самого письменника була відсутність у Пікуля фахової освіти, як історичної, так і технічної. Письменника звинувачували у занадто самовільному трактуванні історичних фактів і подій, а книги - у численних неточностях. 
Сучасний російський письменник і публіцист Михайло Веллер у своїй книзі «Долина идолов» відмічає низку фактичних неточностей у морських романах Пікуля, хоча і зазначає, що ці помилки мали б виправити редактори книг:
|  | То в нього «каталіна» падає з неба на чотирьох моторах..., вона б, ріднесенька, і падала б на чотирьох, тільки в неї їх усього два було. То, описуючи шимозу в Цусімі, він верзе щось, не спромігшись, певно, зазирнути до Брокгауза, що це таке і як його роблять. То котельне залізо він називає найміцнішим, хоча всім відомо, що воно найм'якше...то не знає відмінності фуґасного висадника від уламкового, а ладунки від морської гармати у нього помітні у польоті і перевертаються... Оригінальний текст (рос.) То у него «каталина» падает с неба на четырёх... моторах...она б, сердешная, и падала на четырёх, да у неё всего два было. То, описывая шимозу в Цусиме, он порет нечто, не удосужившись, видимо, заглянуть в Брокгауза, шо це такое и как его делают. То котельное железо называет крепчайшим, хотя всем известно, что оно мягчайшее...то не знает отличия фугасного взрывателя от осколочного, а снаряды от морского орудия у него видны в полёте и кувыркаются... |

Втім, Веллер визнає, що Валентин Пікуль був гарним оповідачем і неабияким популяризатором історії:
|  | ...Безліч людей і посьогодні б в нас не знала, що був Фрідріх II, і Семирічна війна, і Оленячий парк Луї XV, і так інше... Оригінальний текст (рос.) ...Масса людей и поныне бы у нас не узнала, что был Фридрих II, и Семилетняя война, и Олений Парк Луи XV, и прочее. |

Цієї ж думки притримувався письменник та історик Дмитро Балашов, автор низки історичних романів:«Я вважаю Пікуля письменником для масового читача. У нього є гарне полемічне завзяття. Безсумнівною його заслугою є реабілітація в очах суспільства Потьомкіна...А все ж таки краще по Пікулю вивчати історію, аніж по радянським підручникам».
Письменник Сергій Довлатов називав Пікуля «кумиром радянського міщанства».
Одним з найбільш критикованих творів Валентина Пікуля став роман «Нечистая сила» про Григорія Распутіна та занепад російської монархії. Перша частина роману вийшла у 1979 році, на схилі епохи Брежнєва. Опис морального розкладу царської родини Миколи II та його прибічників, яскраве висвітлення старих і «сірих» низки міністрів і держслужбовців тих часів збурило верхівку радянської номенклатури на чолі із дружиною Брежнєва, яка помітила відвертий натяк на схожість політиків Миколи II із розбещеною і корумпованою радянською партійною верхівкою. За вказівкою М. Суслова і секретаря ЦК КПРС М. Зимяніна роман затаврували як «антисемітський», що виглядало досить дивно на фоні антисемітської політики, яку СРСР проводив з 1950-х років. Втім, публікацію роману не заборонили, хоча неопубліковані глави піддали нещадній редакції.

## Екранізації творів
- 1974 — Юнга Северного флота  СРСР
- 1987 — Моонзунд  СРСР
- 1994 — Бульварный роман  Росія
- 2003 — Баязет (телесеріал)  Росія
- 2004 — Богатство (телесеріал)  Росія
- 2004 — Конвой PQ-17 (телесеріал)  Росія
- 2005 — Фаворит (телесеріал)  Росія
- 2007 — Пером и шпагой (телесеріал)  Росія

## Нагороди
- Два ордени Трудового Червоного Прапора (1978, 1988)[7]
- Орден Дружби народів (1984)[7]
- Орден Вітчизняної війни II ступеня[7]
- Медаль «За оборону Ленінграда» № 11684[53]
- Медаль «За оборону Радянського Заполяр'я»[54]
- Медаль «За перемогу над Німеччиною у Великій Вітчизняній війні 1941—1945 рр.»[20]
- Державна премія РРФСР імені М. Горького (1988) — за роман «Крейсера»[7] (передав постраждалим від землетрусу в Вірменії)
- Літературна премія Міністерства оборони СРСР (1988) — за роман «Из тупика»[7] (віддав ризькому шпиталю, де лікувалися воїни-афганці)
- Премія імені М. Шолохова (1993 — посмертно) — за роман «Нечистая сила»[7].

## Вшанування пам'яті

### Пам'ятники та меморіальні дошки
- Пам'ятник у Мурманську, на території школи № 1 по вул. Буркова (відкритий 13 липня 2013 року)[55]
- Бюст у Мурманську на Алеї письменників (встановлений у 2008 році)[56]
- Меморіальна дошка на стіні школи № 6 у м. Сєверодвінськ, де у 1940—1940 роках навчався Валентин Пікуль. Встановлена 31 липня 1994 року[57][7].
- Саморобна меморіальна дошка встановлена на стіні будинку № 36 по вулиці Індустріальній у м. Северодвінськ, де у 1940—1941 орках жив Валентин Пікуль. Встановлена за ініціативою місцевого мешканця Юрія Антуф'єва[58].
- Меморіальна дошка на будинку № 16 по 4-й Червоноармійській вулиці в Санкт-Петербурзі, де Валентин Пікуль мешкав у 1947—1964 роках[14]

### Об'єкти
- суховантажне судно «Валентин Пикуль» (Санкт-Петербург)[59][14]
- тралер Чорноморського флоту «Валентин Пикуль» (Новоросійськ)[59][60][14]
- прикордонний сторожовий корабель ПСКР-924 «Валентин Пикуль» (Каспійськ)[59][14]
- мала планета 4174 Пікулія (відкрита у 1982 році)[61][14]
- вулиці у містах Балтійськ[62][14], Сєвєроморськ[63][14] (з 1991 року), селах Пригородка (Липецька область)[64] та Усть-Ординський (Іркутська область)[65]
- бібліотеки Балтійського і Тихоокеанського флотів[14]
- Міжнародна літературна премія імені Валентина Пікуля (заснована у 2004 році)[14]
- сквер у Санкт-Петербурзі (Адміралтейський район, Ізмайловський проспект)[59][66]
- алея імені Валентина Пікуля та пішохідна доріжка «стежка Валентина Пікуля» у м. Рига в районі Даугавгриви (рішення Ризької ради від 7 червня 2016 року)[67].

### Інше
- У 1996 році Валентин Пікуль посмертно обраний дійсним членом Петровської академії наук і мистецтв[14]
- У 1998 році (до 70-річчя із дня народження) ім'я письменника внесено на сторінки пам'яті Золотої Книги Санкт-Петербурга під № 0004[14].